# Eidgenössische Volksinitiative «Rückkehr zur direkten Demokratie»
Die Volksinitiative Rückkehr zur direkten Demokratie wurde in der Schweiz nach dem Zweiten Weltkrieg lanciert, nachdem sich abgezeichnet hatte, dass der Bundesrat vom Vollmachtenregime, das er und das Parlament kriegs- und wirtschaftskrisenbedingt beansprucht hatten, zu weiten Teilen nicht mehr abrücken wollte. Sie wurde in der Volksabstimmung am 11. September 1949 knapp gutgeheissen. Diese Volksinitiative sorgte indirekt dafür, dass die Bundesversammlung bis Ende 1952 die letzten Vollmachtenerlasse aufhob.

## Geschichte der Volksinitiative
Das Vollmachtenregime für den Bundesrat war in den Vorkriegs- und vor allem dann den Kriegsjahren aufgrund des Ausnahmezustandes, den ein kriegerisches Ereignis in der näheren Umgebung des betroffenen Staates jeweils darstellt (beispielsweise bezügl. Nahrungsversorgung und aufgrund des beeinträchtigten Aussenhandels, aber auch in politischer Hinsicht), beschlossen worden. Es bedeutete eine relativ weitgehende Ausschaltung der Instrumente der in der Schweiz traditionell praktizierten direkten Demokratie zugunsten einer straffen, auf Parlament und Regierung fokussierten Staatsführung.
In der Folge glaubten dann Bundesrat und Bundesversammlung, das Vollmachten-System auch nach Kriegsende 1945 teils beibehalten zu können. Eine Rolle spielten dabei die in der Tat nach wie vor – auch in der kriegsverschonten Schweiz – erschwerten unmittelbaren Nachkriegsverhältnisse, aber auch eine machtpolitisch motivierte Gewöhnung der Bundesrats- und Parlaments-Mitglieder an ein Regieren teils ohne Kontrolle durch Volksabstimmungen. Deshalb wurden ab 1946 durch unterschiedliche politische Interessengruppen Unterschriften für die genannte Initiative gesammelt. Der Text der Initiative forderte folgende Ergänzungs-Abschnitte der Dringlichkeits-Bestimmungen in der Verfassung:
Die von Paul Chaudet und Marcel Regamey lancierte Initiative wurde am 11. September 1949 mit 50,7 % Ja-Stimmenanteil und einer Mehrheit von 12.5 der 23 Stände angenommen, bei einer Stimmbeteiligung von 42,52 %.
Für die Annahme hatten sich nur kleine Parteien, wie der Landesring der Unabhängigen, die Schweizerische Demokratische Partei und die Liberalsozialistische Partei ausgesprochen, dagegen hatten sich alle im Bundesrat vertretenen Parteien CVP, FDP, SPS und BGB sowie Partei der Arbeit gewandt.